# Liste du patrimoine immobilier du Bas-Saint-Laurent
Cette liste recense les biens du patrimoine immobilier du Bas-Saint-Laurent inscrits au répertoire du patrimoine culturel du Québec.  Cette liste est divisée par municipalité régionale de comté géographique.

## Kamouraska
| Bien patrimonial                                                                       | Illustration                   | Municipalité                   | Adresse                  | Coordonnées                         | No     | Constr.     | Catégorie                            | Rec.      | Notes |
| -------------------------------------------------------------------------------------- | ------------------------------ | ------------------------------ | ------------------------ | ----------------------------------- | ------ | ----------- | ------------------------------------ | --------- | ----- |
| Ancien palais de justice de Kamouraska                                                 | Kamouraska                     | Kamouraska                     | 111, avenue Morel        | 47° 33′ 44″ nord, 69° 52′ 17″ ouest | 93057  | 1889        | Immeuble patrimonial cité            | 1992      |       |
| Ancien presbytère de Kamouraska                                                        | Kamouraska                     | Kamouraska                     | 76, avenue Morel         | 47° 34′ 00″ nord, 69° 52′ 06″ ouest | 93282  | 1849        | Immeuble patrimonial cité            | 1998      |       |
| Noyau institutionnel de Kamouraska                                                     | Kamouraska                     | Kamouraska                     | Avenue Morel             | 47° 34′ 00″ nord, 69° 52′ 12″ ouest | 93553  |             | Site patrimonial cité                | 2001      |       |
| Site patrimonial des Quais-de-Kamouraska                                               | Kamouraska                     | Kamouraska                     | Avenue LeBlanc           | 47° 33′ 46″ nord, 69° 52′ 27″ ouest | 92844  |             | Site patrimonial cité                | 1997      |       |
| Site patrimonial du Berceau-de-Kamouraska                                              | Kamouraska                     | Kamouraska                     | Route 132                | 47° 34′ 42″ nord, 69° 49′ 58″ ouest | 93552  |             | Site patrimonial cité                | 1994      |       |
| Site patrimonial du Moulin-Paradis                                                     | Kamouraska                     | Kamouraska                     | Chemin du Moulin-Paradis | 47° 32′ 58″ nord, 69° 50′ 43″ ouest | 105631 |             | Site patrimonial cité                | 2006      |       |
| Collège de Sainte-Anne-de-la-Pocatière                                                 | La Pocatière                   | La Pocatière                   | 100, 4e avenue Painchaud | 47° 22′ 01″ nord, 70° 02′ 27″ ouest | 181305 | 1918        | Immeuble patrimonial cité            | 2011      |       |
| Chapelle du Lac-de-l'Est                                                               | Image manquante Téléverser     | Mont-Carmel                    | 301, rue des Trembles    | 47° 13′ 57″ nord, 69° 34′ 48″ ouest | 114962 | 1926        | Immeuble patrimonial cité            | 2008      |       |
| Ancien presbytère de Rivière-Ouelle                                                    | Rivière-Ouelle                 | Rivière-Ouelle                 | 100, rue de l'Église     | 47° 26′ 00″ nord, 70° 00′ 55″ ouest | 92468  | 1882        | Immeuble patrimonial classé          | 1979      |       |
| Église Notre-Dame-de-Liesse                                                            | Rivière-Ouelle                 | Rivière-Ouelle                 | 103, rue de l'Église     | 47° 26′ 01″ nord, 70° 00′ 54″ ouest | 115496 | 1877 à 1880 | Immeuble patrimonial cité            | 2024      |       |
| Maison des Jésuites                                                                    | Image manquante Téléverser     | Rivière-Ouelle                 | 107, chemin des Jésuites | 47° 29′ 15″ nord, 70° 01′ 06″ ouest | 234549 | 1930 (vers) | Immeuble patrimonial cité            | 2022      | [ 2 ] |
| Paysage culturel patrimonial de Pointes-aux-Iroquois-et-aux-Orignaux                   | Image manquante Téléverser     | Rivière-Ouelle                 |                          | 47° 28′ 34″ nord, 70° 01′ 31″ ouest | 207102 |             | Paysage culturel patrimonial désigné | 2021      |       |
| Petite École Delisle                                                                   | Rivière-Ouelle                 | Rivière-Ouelle                 | 214, route 132           | 47° 27′ 06″ nord, 70° 00′ 05″ ouest | 116393 | 1931        | Immeuble patrimonial cité            | 2008      |       |
| Église de Saint-André                                                                  | Saint-André-de-Kamouraska      | Saint-André-de-Kamouraska      | Rue Principale           | 47° 40′ 25″ nord, 69° 43′ 44″ ouest | 93293  | 1811        | Immeuble patrimonial classé          | 2004      | [ 3 ] |
| Phare de l'île du Pot à l'Eau-de-vie                                                   | Saint-André-de-Kamouraska      | Saint-André-de-Kamouraska      | Le Pot du Phare          | à géolocaliser                      | 166538 | 1861        | Immeuble patrimonial cité            | 2014      | [ 4 ] |
| Site du patrimoine du noyau paroissial de Saint-André                                  | Image manquante Téléverser     | Saint-André-de-Kamouraska      |                          | 47° 40′ 28″ nord, 69° 43′ 44″ ouest | 93642  |             | Site patrimonial cité                | 2004      |       |
| Site patrimonial de l'île du Pot à l'Eau-de-vie                                        | Image manquante Téléverser     | Saint-André-de-Kamouraska      |                          | 47° 52′ 20″ nord, 69° 40′ 55″ ouest | 165922 | 1861        | Site patrimonial cité                | 2014      |       |
| Site du patrimoine de la Place-de-l'Église                                             | Image manquante Téléverser     | Saint-Bruno-de-Kamouraska      | Rue de l'Église          | 47° 27′ 25″ nord, 69° 45′ 15″ ouest | 115557 |             | Site patrimonial cité                | 2009      |       |
| Cimetière de Saint-Denis-De La Bouteillerie                                            | Image manquante Téléverser     | Saint-Denis-De La Bouteillerie | route de l'Église        | 47° 30′ 09″ nord, 69° 56′ 20″ ouest | 235052 |             | Immeuble patrimonial cité            | 2023      |       |
| Maison Chapais                                                                         | Saint-Denis-De La Bouteillerie | Saint-Denis-De La Bouteillerie | 2, route 132 Est         | 47° 30′ 11″ nord, 69° 56′ 15″ ouest | 92511  | 1834        | Immeuble patrimonial classé          | 1990      |       |
| Domaine de la Seigneurie de l'Islet-du-Portage                                         | Image manquante Téléverser     | Saint-Germain-de-Kamouraska    | 94, route 132            | 47° 37′ 26″ nord, 69° 46′ 23″ ouest | 93385  |             | Site patrimonial cité                | 2008 2004 |       |
| Église de Saint-Joseph-de-Kamouraska                                                   | Saint-Joseph-de-Kamouraska     | Saint-Joseph-de-Kamouraska     | 297, rue Principale Est  | 47° 36′ 38″ nord, 69° 38′ 28″ ouest | 109744 | 1919        | Immeuble patrimonial cité            | 2021      | [ 5 ] |
| Site du patrimoine du Noyau-Religieux-de-Saint-Joseph-de-Kamouraska                    | Saint-Joseph-de-Kamouraska     | Saint-Joseph-de-Kamouraska     | Rue Principale Est       | 47° 36′ 39″ nord, 69° 38′ 28″ ouest | 93459  |             | Site patrimonial cité                | 2003      |       |
| Pont du Collège                                                                        | Image manquante Téléverser     | Saint-Onésime-d'Ixworth        | Route de l'Église        | 47° 17′ 32″ nord, 69° 57′ 05″ ouest | 93321  | 1919        | Immeuble patrimonial cité            | 2002      |       |
| Ancien magasin général Norbert-Dionne                                                  | Image manquante Téléverser     | Saint-Pacôme                   | 104-106, rue Galarneau   | 47° 24′ 35″ nord, 69° 56′ 52″ ouest | 120150 | 1851        | Immeuble patrimonial cité            | 2008      |       |
| Maison Dubé                                                                            | Image manquante Téléverser     | Saint-Pacôme                   | 218, rue Galarneau       | 47° 23′ 11″ nord, 69° 57′ 32″ ouest | 235388 |             | Immeuble patrimonial cité            | 2022      |       |
| Moulin Casgrain-Lévesque                                                               | Image manquante Téléverser     | Saint-Pacôme                   | 199, boulevard Bégin     | 47° 24′ 25″ nord, 69° 57′ 07″ ouest | 93300  | 1840        | Immeuble patrimonial cité            | 2003      |       |
| Site du patrimoine des villas King et Harding et du cimetière familial King et Harding | Image manquante Téléverser     | Saint-Pacôme                   |                          | 47° 24′ 09″ nord, 69° 57′ 31″ ouest | 111827 | 1904        | Site patrimonial cité                | 2004      |       |
| Site du patrimoine du Moulin-Lavoie                                                    | Image manquante Téléverser     | Saint-Pascal                   | Route 230 Ouest          | 47° 30′ 46″ nord, 69° 49′ 54″ ouest | 115313 |             | Site patrimonial cité                | 2008      |       |
| Presbytère de Saint-Philippe-de-Néri                                                   | Image manquante Téléverser     | Saint-Philippe-de-Néri         | 11, côte de l'Église     | 47° 27′ 59″ nord, 69° 53′ 06″ ouest | 115546 | 1920        | Immeuble patrimonial cité            | 2008      |       |
| Gare de Sainte-Anne-de-la-Pocatière                                                    | Sainte-Anne-de-la-Pocatière    | Sainte-Anne-de-la-Pocatière    | 97, chemin de la Station | 47° 21′ 51″ nord, 70° 01′ 17″ ouest | 105378 | 1859        | Immeuble patrimonial cité            | 2019      |       |
| Maison des Ouellet                                                                     | Image manquante Téléverser     | Sainte-Hélène-de-Kamouraska    | 395, route 230 Ouest     | 47° 37′ 26″ nord, 69° 40′ 56″ ouest | 93463  | 1870 (vers) | Immeuble patrimonial cité            | 2002      |       |
| Place de l'église de Sainte-Hélène                                                     | Sainte-Hélène-de-Kamouraska    | Sainte-Hélène-de-Kamouraska    | Rue du Couvent           | 47° 35′ 23″ nord, 69° 43′ 48″ ouest | 105334 |             | Site patrimonial cité                | 2005      |       |

## La Matanie
| Bien patrimonial                                                       | Illustration               | Municipalité  | Adresse                     | Coordonnées                         | No     | Constr.   | Catégorie                 | Rec. | Notes |
| ---------------------------------------------------------------------- | -------------------------- | ------------- | --------------------------- | ----------------------------------- | ------ | --------- | ------------------------- | ---- | ----- |
| Site du patrimoine du secteur institutionnel de l'Église-Saint-Édouard | Les Méchins                | Les Méchins   | Rue Principale              | 49° 00′ 06″ nord, 66° 58′ 48″ ouest | 126023 |           | Site patrimonial cité     | 2011 |       |
| Centre de ski Mont-Castor                                              | Image manquante Téléverser | Matane        | 238, route du Centre-de-Ski | 48° 46′ 01″ nord, 67° 32′ 40″ ouest | 231515 | 1941      | Immeuble patrimonial cité | 2020 |       |
| Maison Horace-Bouffard                                                 | Matane                     | Matane        | 961, rang des Bouffard      | 48° 51′ 08″ nord, 67° 25′ 01″ ouest | 118233 | 1896      | Immeuble patrimonial cité | 2008 |       |
| Phare de Matane                                                        | Matane                     | Matane        | 968, avenue du Phare Ouest  | 48° 51′ 00″ nord, 67° 32′ 56″ ouest | 165925 | 1907      | Immeuble patrimonial cité | 2014 |       |
| Presbytère de Saint-Jérôme-de-Matane                                   | Matane                     | Matane        | 527, avenue Saint-Jérôme    | 48° 50′ 56″ nord, 67° 31′ 51″ ouest | 93488  | 1887      | Immeuble patrimonial cité | 2004 |       |
| Église de Saint-Léandre                                                | Image manquante Téléverser | Saint-Léandre | 3025, rue Principale        | 48° 43′ 51″ nord, 67° 36′ 21″ ouest | 154229 | 1950-1951 | Immeuble patrimonial cité | 2024 |       |
| Pont Pierre-Carrier                                                    | Saint-Ulric                | Saint-Ulric   | chemin du Pont-Couvert      | 48° 46′ 21″ nord, 67° 41′ 05″ ouest | 115401 | 1918      | Immeuble patrimonial cité | 2019 |       |

## La Matapédia
| Bien patrimonial                                    | Illustration               | Municipalité        | Adresse                           | Coordonnées                         | No     | Constr.     | Catégorie                   | Rec. | Notes |
| --------------------------------------------------- | -------------------------- | ------------------- | --------------------------------- | ----------------------------------- | ------ | ----------- | --------------------------- | ---- | ----- |
| Site patrimonial de l'Ancien-Magasin-Général-Grenon | Image manquante Téléverser | Albertville         | 1087, rue Principale              | 48° 19′ 28″ nord, 67° 21′ 40″ ouest | 187484 |             | Site patrimonial cité       | 2011 |       |
| Gare d'Amqui                                        | Amqui                      | Amqui               | 209, boulevard Saint-Benoît Ouest | 48° 27′ 59″ nord, 67° 26′ 10″ ouest | 178488 | 1904        | Immeuble patrimonial cité   | 2023 |       |
| Maison du Docteur-Joseph-Frenette                   | Image manquante Téléverser | Causapscal          | 3, rue Frenette                   | 48° 21′ 13″ nord, 67° 13′ 16″ ouest | 93322  | 1900 (vers) | Immeuble patrimonial cité   | 2002 |       |
| Pont Heppell                                        | Causapscal                 | Causapscal          |                                   | 48° 18′ 43″ nord, 67° 14′ 27″ ouest | 115408 | 1909        | Immeuble patrimonial cité   | 2009 |       |
| Site patrimonial de pêche Matamajaw                 | Causapscal                 | Causapscal          | Rue Saint-Jacques Sud             | 48° 21′ 08″ nord, 67° 13′ 19″ ouest | 92719  | 1873        | Site patrimonial classé     | 1984 |       |
| Ancien presbytère de Lac-au-Saumon                  | Image manquante Téléverser | Lac-au-Saumon       | 30, rue Bouillon                  | 48° 25′ 12″ nord, 67° 20′ 40″ ouest | 92854  | 1911        | Immeuble patrimonial cité   | 1997 |       |
| Ancienne caserne de pompiers de Lac-au-Saumon       | Image manquante Téléverser | Lac-au-Saumon       | 24, rue Bouillon                  | 48° 25′ 14″ nord, 67° 20′ 38″ ouest | 92850  | 1917        | Immeuble patrimonial cité   | 1997 |       |
| Mausolée du Curé-Alexandre-Bouillon                 | Image manquante Téléverser | Lac-au-Saumon       | Rue de l'Oratoire                 | 48° 25′ 25″ nord, 67° 20′ 56″ ouest | 92852  | 1950        | Immeuble patrimonial cité   | 1997 |       |
| Oratoire Saint-Joseph                               | Image manquante Téléverser | Lac-au-Saumon       | 31, rue de l'Oratoire             | 48° 25′ 23″ nord, 67° 21′ 03″ ouest | 92851  | 1921        | Immeuble patrimonial cité   | 1997 |       |
| Tertre funéraire de John-Frederick-Darwall          | Image manquante Téléverser | Lac-au-Saumon       | Route Saint-Edmond                | 48° 24′ 33″ nord, 67° 18′ 25″ ouest | 92853  | 1872 (vers) | Immeuble patrimonial cité   | 1997 |       |
| Pont de Routhierville                               | Routhierville              | Routhierville       | Route 132                         | 48° 10′ 56″ nord, 67° 08′ 55″ ouest | 98949  | 1931        | Immeuble patrimonial classé | 2009 |       |
| Église de Saint-Damase                              | Saint-Damase               | Saint-Damase        | 365, avenue Principale            | 48° 39′ 42″ nord, 67° 49′ 40″ ouest | 115700 | 1917 à 1919 | Immeuble patrimonial cité   | 2024 |       |
| Grange à dîme de Sainte-Florence                    | Image manquante Téléverser | Sainte-Florence     | 26, rue Beaurivage Nord           | 48° 15′ 56″ nord, 67° 14′ 29″ ouest | 114708 | 1916        | Immeuble patrimonial cité   | 2008 |       |
| Église de Saint-Léon-le-Grand                       | Saint-Léon-le-Grand        | Saint-Léon-le-Grand | 19, place de l'Église             | 48° 22′ 47″ nord, 67° 30′ 14″ ouest | 124777 | 1926 à 1928 | Immeuble patrimonial cité   | 2024 |       |
| Gare de Sayabec                                     | Sayabec                    | Sayabec             | 11, route 132 Ouest               | 48° 33′ 57″ nord, 67° 41′ 18″ ouest | 105380 | 1912        | Immeuble patrimonial cité   | 2006 |       |
| Église de Saint-Pierre-du-Lac                       | Val-Brillant               | Val-Brillant        | 1, rue Saint-Pierre Ouest         | 48° 31′ 59″ nord, 67° 32′ 49″ ouest | 115618 | 1906        | Immeuble patrimonial cité   | 2023 |       |

## La Mitis
| Bien patrimonial                                              | Illustration               | Municipalité          | Adresse                               | Coordonnées                         | No     | Constr.              | Catégorie                                                | Rec.      | Notes |
| ------------------------------------------------------------- | -------------------------- | --------------------- | ------------------------------------- | ----------------------------------- | ------ | -------------------- | -------------------------------------------------------- | --------- | ----- |
| Jardins de Métis                                              | Grand-Métis                | Grand-Métis           | 200, route 132                        | 48° 37′ 50″ nord, 68° 07′ 39″ ouest | 105299 | 1887 (vers)          | Site patrimonial classé                                  | 2013      |       |
| Villa Estevan                                                 | Grand-Métis                | Grand-Métis           | 200, route 132                        | 48° 37′ 49″ nord, 68° 07′ 42″ ouest | 191633 | 1887                 | Immeuble patrimonial classé                              | 2013      | [ 6 ] |
| Site patrimonial de la Pointe-Leggatt                         | Image manquante Téléverser | Grand-Métis           |                                       | 48° 39′ 51″ nord, 68° 04′ 16″ ouest | 238578 |                      | Site patrimonial cité                                    | 2024      |       |
| Site patrimonial du phare de Pointe Mitis                     | Métis-sur-Mer              | Métis-sur-Mer         |                                       | 48° 40′ 49″ nord, 68° 02′ 04″ ouest | 167850 |                      | Site patrimonial cité                                    | 2014      |       |
| Château Landry                                                | Mont-Joli                  | Mont-Joli             | 1588, boulevard Jacques-Cartier       | 48° 35′ 10″ nord, 68° 11′ 18″ ouest | 93462  | 1907                 | Immeuble patrimonial cité                                | 2002      |       |
| Gare de Rivière-Blanche                                       | Mont-Joli                  | Mont-Joli             | 1026, boulevard Jacques-Cartier       | 48° 35′ 36″ nord, 68° 12′ 22″ ouest | 93134  | 1910                 | Immeuble patrimonial classé Immeuble patrimonial reconnu | 2012 1989 |       |
| Église de Saint-Donat                                         | Image manquante Téléverser | Saint-Donat           | 168, avenue du Mont-Comi              | 48° 29′ 50″ nord, 68° 14′ 54″ ouest | 155093 | 1901 à 1903          | Immeuble patrimonial cité                                | 2023      |       |
| Site patrimonial du Noyau villageois de Saint-Octave-de-Métis | Image manquante Téléverser | Saint-Octave-de-Métis | chemin Kempt rue de l'Église          | 48° 36′ 03″ nord, 68° 04′ 48″ ouest | 207106 |                      | Site patrimonial cité                                    | 2017      |       |
| Ancien presbytère de Sainte-Flavie                            | Sainte-Flavie              | Sainte-Flavie         | 505, route de la Mer                  | 48° 36′ 39″ nord, 68° 13′ 46″ ouest | 93094  | 1853                 | Immeuble patrimonial cité                                | 1993      | [ 7 ] |
| Site du patrimoine Flavie-Drapeau                             | Sainte-Flavie              | Sainte-Flavie         | Route de la Mer                       | 48° 36′ 41″ nord, 68° 13′ 45″ ouest | 115297 |                      | Site patrimonial cité                                    | 2002      |       |
| Site patrimonial des Tours-de-Guet-de-Sainte-Flavie           | Image manquante Téléverser | Sainte-Flavie         | 690, route de la Mer 108, rue Poirier | 48° 38′ 15″ nord, 68° 10′ 10″ ouest | 215258 | 1940 et 1942 (entre) | Site patrimonial classé                                  | 2020      |       |
| Tour de guet est                                              | Image manquante Téléverser | Sainte-Flavie         | 690, route de la Mer                  | 48° 38′ 15″ nord, 68° 10′ 10″ ouest | 165823 | 1940 et 1942 (entre) | Immeuble patrimonial cité                                | 2009      | [ 8 ] |
| Tour de guet ouest                                            | Image manquante Téléverser | Sainte-Flavie         | 108, rue Poirier                      | 48° 35′ 25″ nord, 68° 16′ 36″ ouest | 165827 | 1940 et 1942 (entre) | Immeuble patrimonial cité                                | 2009      | [ 8 ] |
| Église Sainte-Jeanne-d'Arc                                    | Sainte-Jeanne-d'Arc        | Sainte-Jeanne-d'Arc   | 342, rue Principale                   | 48° 29′ 35″ nord, 67° 57′ 27″ ouest | 155233 | 1921 (vers)          | Immeuble patrimonial cité                                | 2024      |       |
| Église de Sainte-Luce                                         | Sainte-Luce                | Sainte-Luce           | Route du Fleuve Ouest                 | 48° 32′ 59″ nord, 68° 23′ 03″ ouest | 92868  | 1840                 | Immeuble patrimonial classé                              | 1957      | [ 9 ] |
| Moulin Banal du Ruisseau-à-la-Loutre                          | Sainte-Luce                | Sainte-Luce           | 156, route du Fleuve Ouest            | 48° 32′ 21″ nord, 68° 24′ 38″ ouest | 188631 | 1848                 | Immeuble patrimonial cité                                | 2021      |       |
| Site de l'église et du cimetière de Sainte-Luce               | Sainte-Luce                | Sainte-Luce           | Route du Fleuve Ouest                 | 48° 33′ 01″ nord, 68° 23′ 00″ ouest | 93455  |                      | Site patrimonial cité                                    | 2002      |       |

## Les Basques
| Bien patrimonial                         | Illustration               | Municipalité           | Adresse                      | Coordonnées                         | No     | Constr.     | Catégorie                                             | Rec.      | Notes  |
| ---------------------------------------- | -------------------------- | ---------------------- | ---------------------------- | ----------------------------------- | ------ | ----------- | ----------------------------------------------------- | --------- | ------ |
| Maison-Hantée-de-Notre-Dame-des-Neiges   | Image manquante Téléverser | Notre-Dame-des-Neiges  |                              | 48° 05′ 11″ nord, 69° 15′ 15″ ouest | 111823 | 1848 (vers) | Immeuble patrimonial cité                             | 2007      |        |
| Manoir Rioux-Belzile                     | Image manquante Téléverser | Notre-Dame-des-Neiges  | 18, chemin de la Grève-Rioux | 48° 07′ 21″ nord, 69° 12′ 08″ ouest | 111822 | 1790        | Immeuble patrimonial cité Immeuble patrimonial classé | 2007 2022 | [ 10 ] |
| Site patrimonial du Manoir-Rioux-Belzile | Image manquante Téléverser | Notre-Dame-des-Neiges  | 18, chemin de la Grève-Rioux | 48° 07′ 21″ nord, 69° 12′ 06″ ouest | 179208 |             | Site patrimonial cité Site patrimonial classé         | 2011 2022 |        |
| Église de Saint-Mathieu-de-Rioux         | Saint-Mathieu-de-Rioux     | Saint-Mathieu-de-Rioux | 379B, rue Principale         | 48° 11′ 04″ nord, 68° 59′ 03″ ouest | 155411 | 1875        | Immeuble patrimonial cité                             | 2010      |        |
| Maison Champagne-Pérodeau                | Image manquante Téléverser | Saint-Mathieu-de-Rioux | 128, chemin du Lac Sud       | 48° 09′ 18″ nord, 69° 00′ 40″ ouest | 236565 | 1880        | Immeuble patrimonial cité                             | 2023      |        |
| Salle des loisirs de Sainte-Françoise    | Sainte-Françoise           | Sainte-Françoise       | 25, rue Principale           | 48° 05′ 39″ nord, 69° 03′ 46″ ouest | 93643  | 1945        | Immeuble patrimonial cité                             | 2005      |        |
| Église Notre-Dame-des-Neiges             | Trois-Pistoles             | Trois-Pistoles         | 30, rue Notre-Dame Est       | 48° 07′ 29″ nord, 69° 10′ 27″ ouest | 155575 | 1887        | Immeuble patrimonial classé                           | 2019      |        |
| Maison du notaire                        | Trois-Pistoles             | Trois-Pistoles         | 168, rue Notre-Dame Est      | 48° 07′ 39″ nord, 69° 10′ 14″ ouest | 93019  | 1842        | Immeuble patrimonial cité                             | 1989      |        |

## Rimouski-Neigette
| Bien patrimonial                                                          | Illustration               | Municipalité             | Adresse                           | Coordonnées                         | No     | Constr.              | Catégorie                                                | Rec.      | Notes          |
| ------------------------------------------------------------------------- | -------------------------- | ------------------------ | --------------------------------- | ----------------------------------- | ------ | -------------------- | -------------------------------------------------------- | --------- | -------------- |
| Ancien presbytère d'Esprit-Saint                                          | Image manquante Téléverser | Esprit-Saint             | 1, rue des Érables                | 48° 04′ 01″ nord, 68° 33′ 48″ ouest | 105890 | 1939                 | Immeuble patrimonial cité                                | 2006      |                |
| Église d'Esprit-Saint                                                     | Esprit-Saint               | Esprit-Saint             | rue des Érables                   | 48° 04′ 01″ nord, 68° 33′ 50″ ouest | 154288 | 1939                 | Immeuble patrimonial cité                                | 2023      |                |
| Ancienne gare de Saint-Anaclet                                            | Image manquante Téléverser | Rimouski                 |                                   | 48° 29′ 38″ nord, 68° 26′ 51″ ouest | 93384  | 1882                 | Immeuble patrimonial cité                                | 2003      |                |
| Cathédrale de Saint-Germain                                               | Rimouski                   | Rimouski                 | 11, rue Saint-Germain Ouest       | 48° 27′ 03″ nord, 68° 31′ 39″ ouest | 111541 | 1854 à 1859          | Immeuble patrimonial classé                              | 2023      | [ 11 ]         |
| Gare de Rimouski                                                          | Rimouski                   | Rimouski                 | 55-59, rue de l'Évêché Est        | 48° 27′ 00″ nord, 68° 31′ 17″ ouest | 105373 | 1937                 | Immeuble patrimonial cité                                | 2018      | [ 11 ]         |
| Grand Séminaire de Rimouski                                               | Image manquante Téléverser | Rimouski                 | 49, rue Saint-Jean-Baptiste Ouest | 48° 26′ 47″ nord, 68° 31′ 26″ ouest | 154423 | 1945-1947            | Immeuble patrimonial cité                                | 2022      |                |
| Maison Joseph-Gauvreau                                                    | Rimouski                   | Rimouski                 | 1, rue de l'Évêché Ouest          | 48° 26′ 55″ nord, 68° 31′ 26″ ouest | 92588  | 1907                 | Immeuble patrimonial classé                              | 1985      |                |
| Maison Lamontagne                                                         | Rimouski                   | Rimouski                 | 707, boulevard du Rivage          | 48° 29′ 03″ nord, 68° 29′ 42″ ouest | 92664  | 1745                 | Immeuble patrimonial classé Aire de protection délimitée | 1974      |                |
| Maison Letendre                                                           | Rimouski                   | Rimouski                 | 86, rue de l'Évêché Est           | 48° 27′ 05″ nord, 68° 31′ 17″ ouest | 105176 | 1890                 | Immeuble patrimonial cité                                | 2005      | [ 12 ]         |
| Maison mère de la congrégation des Sœurs de Notre-Dame-du-Saint-Rosaire   | Image manquante Téléverser | Rimouski                 | 296-302, allée du Rosaire         | 48° 26′ 58″ nord, 68° 31′ 01″ ouest | 154378 | 1904                 | Immeuble patrimonial cité                                | 2021      |                |
| Maison Perron                                                             | Image manquante Téléverser | Rimouski                 | 366, rue Saint-Robert             | 48° 26′ 14″ nord, 68° 32′ 00″ ouest | 181123 | 1800 et 1833 (entre) | Immeuble patrimonial cité                                | 2011      |                |
| Maison Pierre-Louis-Gauvreau                                              | Rimouski                   | Rimouski                 | 150-152, rue Saint-Pierre         | 48° 27′ 12″ nord, 68° 31′ 12″ ouest | 93070  | 1850 (vers)          | Immeuble patrimonial cité                                | 1992      |                |
| Maison Roy                                                                | Image manquante Téléverser | Rimouski                 | 811, boulevard Saint-Germain      | 48° 25′ 44″ nord, 68° 35′ 17″ ouest | 93320  | 1810 (vers)          | Immeuble patrimonial cité                                | 2003      |                |
| Site patrimonial de l'Ensemble-Institutionnel-du-Centre-Ville-de-Rimouski | Rimouski                   | Rimouski                 |                                   | 48° 27′ 04″ nord, 68° 31′ 40″ ouest | 92855  |                      | Site patrimonial cité                                    | 1997      |                |
| Site patrimonial de la Rue-Saint-Germain-Est                              | Image manquante Téléverser | Rimouski                 | Saint-Germain Est, rue            | à géolocaliser                      | 185334 |                      | Site patrimonial cité                                    | 2011      |                |
| Site patrimonial de la Rue-Saint-Germain-Ouest                            | Image manquante Téléverser | Rimouski                 |                                   | 48° 26′ 44″ nord, 68° 32′ 11″ ouest | 92856  |                      | Site patrimonial cité                                    | 2000 1997 |                |
| Site patrimonial du Berceau-de-Rimouski                                   | Rimouski                   | Rimouski                 |                                   | 48° 27′ 05″ nord, 68° 31′ 17″ ouest | 106431 |                      | Site patrimonial cité                                    | 2006      |                |
| Site patrimonial du Havre-du-Bic                                          | Image manquante Téléverser | Rimouski                 |                                   | à géolocaliser                      | 204263 |                      | Site patrimonial cité                                    | 2015      |                |
| Église de Saint-Anaclet-de-Lessard                                        | Saint-Anaclet-de-Lessard   | Saint-Anaclet-de-Lessard | Rue Principale Est                | 48° 28′ 38″ nord, 68° 25′ 22″ ouest | 105885 | 1858                 | Immeuble patrimonial cité                                | 2007      |                |
| Forge Saint-Laurent                                                       | Image manquante Téléverser | Saint-Anaclet-de-Lessard | 78, rue Principale Ouest          | 48° 28′ 33″ nord, 68° 25′ 32″ ouest | 105886 | 1885                 | Immeuble patrimonial cité                                | 2007      |                |
| Maison Côté                                                               | Image manquante Téléverser | Saint-Anaclet-de-Lessard | 652, 3e Rang Ouest                | 48° 27′ 09″ nord, 68° 27′ 05″ ouest | 92471  | 1790 (vers)          | Immeuble patrimonial classé                              | 1977      |                |
| Pont couvert de Saint-Anaclet-de-Lessard                                  | Image manquante Téléverser | Saint-Anaclet-de-Lessard | 2e rang de Neigette Est           | 48° 27′ 05″ nord, 68° 18′ 55″ ouest | 115406 | vers 1898            | Immeuble patrimonial cité                                | 2017      | Enlevé en 2017 |
| Presbytère de Saint-Anaclet-de-Lessard                                    | Saint-Anaclet-de-Lessard   | Saint-Anaclet-de-Lessard | 25, rue Principale Est            | 48° 28′ 41″ nord, 68° 25′ 20″ ouest | 99049  | 1858                 | Immeuble patrimonial cité                                | 2005      |                |
| Chapelle de Notre-Dame-des-Murailles                                      | Saint-Fabien               | Saint-Fabien             | 38, chemin de la Mer Ouest        | 48° 18′ 55″ nord, 68° 52′ 23″ ouest | 125256 | 1928                 | Immeuble patrimonial cité                                | 2008      |                |
| Grange Adolphe-Gagnon                                                     | Saint-Fabien               | Saint-Fabien             | 129, rue du Parc                  | 48° 17′ 51″ nord, 68° 51′ 57″ ouest | 92682  | 1888                 | Immeuble patrimonial classé Immeuble patrimonial cité    | 2006 1998 |                |
| Vieux théâtre de Saint-Fabien                                             | Saint-Fabien               | Saint-Fabien             | 112, 1re Rue                      | 48° 17′ 44″ nord, 68° 52′ 00″ ouest | 125258 | 1930 (vers)          | Immeuble patrimonial cité                                | 2008      |                |

## Rivière-du-Loup
| Bien patrimonial                                               | Illustration                    | Municipalité                    | Adresse                      | Coordonnées                         | No     | Constr.     | Catégorie                                                | Rec.      | Notes  |
| -------------------------------------------------------------- | ------------------------------- | ------------------------------- | ---------------------------- | ----------------------------------- | ------ | ----------- | -------------------------------------------------------- | --------- | ------ |
| Église de Saint-Georges                                        | Cacouna (municipalité)          | Cacouna (municipalité)          | Rue de l'Église              | 47° 54′ 58″ nord, 69° 29′ 57″ ouest | 92873  | 1848        | Immeuble patrimonial classé                              | 1957      |        |
| Presbytère de Saint-Georges                                    | Cacouna (municipalité)          | Cacouna (municipalité)          | 455, rue de l'Église         | 47° 54′ 56″ nord, 69° 29′ 57″ ouest | 92874  | 1841        | Immeuble patrimonial classé                              | 1957      |        |
| Maison Denis-Launière                                          | Cacouna (réserve indienne)      | Cacouna (réserve indienne)      | 215, rue de la Grève         | 47° 55′ 04″ nord, 69° 30′ 27″ ouest | 186054 | 1891 (vers) | Immeuble patrimonial cité                                | 2013      |        |
| Édifice de la Cour-de-Circuit-de-L'Isle-Verte                  | L'Isle-Verte                    | L'Isle-Verte                    | 199, rue Saint-Jean-Baptiste | 48° 00′ 42″ nord, 69° 20′ 20″ ouest | 92781  | 1859        | Immeuble patrimonial classé                              | 1979      |        |
| Église de La Décollation-de-Saint-Jean-Baptiste                | L'Isle-Verte                    | L'Isle-Verte                    | rue Saint-Jean-Baptiste      | 48° 00′ 54″ nord, 69° 20′ 18″ ouest | 96650  | 1855        | Immeuble patrimonial classé                              | 2015      | [ 15 ] |
| Îlot religieux de L'Isle-Verte                                 | L'Isle-Verte                    | L'Isle-Verte                    | rue Saint-Jean-Baptiste      | 48° 00′ 54″ nord, 69° 20′ 18″ ouest | 114963 |             | Site patrimonial cité                                    | 2008      |        |
| Maison Louis-Bertrand                                          | L'Isle-Verte                    | L'Isle-Verte                    | 168, rue Saint-Jean-Baptiste | 48° 00′ 49″ nord, 69° 20′ 16″ ouest | 93261  | 1853        | Immeuble patrimonial classé                              | 2001      |        |
| Moulin du Petit-Sault                                          | L'Isle-Verte                    | L'Isle-Verte                    | 4e Rang                      | 48° 03′ 26″ nord, 69° 17′ 23″ ouest | 93366  | 1823        | Immeuble patrimonial classé                              | 1962      |        |
| Site de la maison Narcisse-Bertrand                            | L'Isle-Verte                    | L'Isle-Verte                    | 42, rue du Verger            | 48° 00′ 24″ nord, 69° 20′ 36″ ouest | 110641 |             | Site patrimonial cité                                    | 2007      |        |
| Phare de l'Île-Verte                                           | Notre-Dame-des-Sept-Douleurs    | Notre-Dame-des-Sept-Douleurs    |                              | 48° 03′ 04″ nord, 69° 25′ 27″ ouest | 105316 |             | Immeuble patrimonial classé                              | 2022      | [ 16 ] |
| Presbytère de Notre-Dame-des-Sept-Douleurs                     | Image manquante Téléverser      | Notre-Dame-des-Sept-Douleurs    | 629, chemin de l'Île         | 48° 01′ 13″ nord, 69° 26′ 08″ ouest | 154729 | 1882        | Immeuble patrimonial cité                                | 2008      |        |
| Site patrimonial du Phare-de-l'Île-Verte                       | Notre-Dame-des-Sept-Douleurs    | Notre-Dame-des-Sept-Douleurs    |                              | 48° 03′ 04″ nord, 69° 25′ 29″ ouest | 110669 |             | Site patrimonial cité Site patrimonial classé            | 2007 2022 |        |
| Site du patrimoine du Noyau-Religieux-de-Notre-Dame-du-Portage | Notre-Dame-du-Portage           | Notre-Dame-du-Portage           | Route du Fleuve              | 47° 46′ 06″ nord, 69° 36′ 37″ ouest | 109819 |             | Site patrimonial cité                                    | 2006      |        |
| Domaine seigneurial Fraser                                     | Rivière-du-Loup                 | Rivière-du-Loup                 | 32, rue Fraser               | 47° 50′ 29″ nord, 69° 32′ 19″ ouest | 92570  | 1829        | Site patrimonial classé                                  | 1991      |        |
| Édifice de la Banque-de-Montréal                               | Rivière-du-Loup                 | Rivière-du-Loup                 | 428, rue Lafontaine          | 47° 49′ 47″ nord, 69° 32′ 02″ ouest | 92942  | 1908        | Immeuble patrimonial classé Immeuble patrimonial reconnu | 2012 1980 |        |
| Maison Louis-Philippe-Lizotte                                  | Rivière-du-Loup                 | Rivière-du-Loup                 | 1, rue Iberville             | 47° 50′ 23″ nord, 69° 32′ 13″ ouest | 93103  | 1850 (vers) | Immeuble patrimonial cité                                | 1994      |        |
| Maison Marquis                                                 | Rivière-du-Loup                 | Rivière-du-Loup                 | 35, rue de l'Hôtel-de-Ville  | 47° 50′ 16″ nord, 69° 32′ 04″ ouest | 93283  | 1910 (vers) | Immeuble patrimonial cité                                | 1998      |        |
| Maison Ward                                                    | Rivière-du-Loup                 | Rivière-du-Loup                 | 304, rue Fraser              | 47° 48′ 54″ nord, 69° 34′ 16″ ouest | 93437  | 1860 (vers) | Immeuble patrimonial cité                                | 2001      | [ 17 ] |
| Site patrimonial de l'Église-Saint-Bartholomew                 | Rivière-du-Loup                 | Rivière-du-Loup                 | Rue du Domaine               | 47° 50′ 25″ nord, 69° 32′ 14″ ouest | 125408 |             | Site patrimonial cité                                    | 2008      |        |
| Site patrimonial de la Chapelle-Sainte-Anne-des-Ondes          | Rivière-du-Loup                 | Rivière-du-Loup                 | 116, rue Hayward             | 47° 51′ 13″ nord, 69° 33′ 34″ ouest | 125321 |             | Site patrimonial cité                                    | 2008      |        |
| Site patrimonial de la Paroisse-de-Saint-François-Xavier       | Rivière-du-Loup                 | Rivière-du-Loup                 | Rue Delage                   | 47° 49′ 28″ nord, 69° 31′ 52″ ouest | 125316 |             | Site patrimonial cité                                    | 2008      |        |
| Site patrimonial de la Paroisse-de-Saint-Ludger                | Image manquante Téléverser      | Rivière-du-Loup                 | Rue Alexandre                | 47° 49′ 38″ nord, 69° 31′ 24″ ouest | 125411 |             | Site patrimonial cité                                    | 2008      |        |
| Site patrimonial de la Paroisse-de-Saint-Patrice               | Rivière-du-Loup                 | Rivière-du-Loup                 | Rue Lafontaine               | 47° 50′ 16″ nord, 69° 32′ 16″ ouest | 125293 |             | Site patrimonial cité                                    | 2008      |        |
| Site patrimonial du Vieux-Saint-Patrice                        | Image manquante Téléverser      | Rivière-du-Loup                 |                              | 47° 48′ 48″ nord, 69° 34′ 30″ ouest | 93378  |             | Site patrimonial cité                                    | 2003      |        |
| Presbytère de Saint-Cyprien                                    | Saint-Cyprien                   | Saint-Cyprien                   | 187, rue Principale          | 47° 53′ 41″ nord, 69° 01′ 02″ ouest | 105632 | 1899        | Immeuble patrimonial cité                                | 2005      |        |
| Presbytère de Saint-Hubert                                     | Saint-Hubert-de-Rivière-du-Loup | Saint-Hubert-de-Rivière-du-Loup | 1, chemin Taché Ouest        | 47° 48′ 53″ nord, 69° 08′ 56″ ouest | 92956  | 1878        | Immeuble patrimonial classé Immeuble patrimonial reconnu | 2012 1983 |        |

## Témiscouata
| Bien patrimonial                           | Illustration               | Municipalité                | Adresse                   | Coordonnées                         | No     | Constr.          | Catégorie                                        | Rec.      | Notes |
| ------------------------------------------ | -------------------------- | --------------------------- | ------------------------- | ----------------------------------- | ------ | ---------------- | ------------------------------------------------ | --------- | ----- |
| Ancien presbytère de Dégelis               | Dégelis                    | Dégelis                     | 384, avenue Principale    | 47° 32′ 50″ nord, 68° 38′ 48″ ouest | 155664 | 1951             | Immeuble patrimonial cité                        | 2010      |       |
| Église de Saint-Isidore                    | Lac-des-Aigles             | Lac-des-Aigles              | 72, rue Principale        | 47° 59′ 19″ nord, 68° 40′ 34″ ouest | 155675 | 1932             | Immeuble patrimonial cité                        | 2021      |       |
| Chapelle au Pied-du-Lac                    | Image manquante Téléverser | Rivière-Bleue               | 27, rue Saint-Pierre      | 47° 28′ 03″ nord, 68° 59′ 56″ ouest | 205150 | 1921-1922 (vers) | Immeuble patrimonial cité                        | 2022      |       |
| Église de Rivière-Bleue                    | Image manquante Téléverser | Rivière-Bleue               | 25, rue de l'Église       | 47° 26′ 05″ nord, 69° 02′ 35″ ouest | 155839 | 1918 à 1920      | Immeuble patrimonial cité                        | 2023      |       |
| Gare de Rivière-Bleue                      | Rivière-Bleue              | Rivière-Bleue               | 85, rue Saint-Joseph Nord | 47° 26′ 19″ nord, 69° 02′ 38″ ouest | 110670 | 1913             | Immeuble patrimonial cité                        | 2007      |       |
| Zone des frontières                        | Image manquante Téléverser | Rivière-Bleue               |                           | 47° 25′ 41″ nord, 69° 02′ 48″ ouest | 201302 |                  | Lieu historique identifié                        | 2014      |       |
| Église de Saint-Honoré-de-Témiscouata      | Image manquante Téléverser | Saint-Honoré-de-Témiscouata | rue Principale            | 47° 42′ 28″ nord, 69° 08′ 05″ ouest | 155891 | 1904 à 1908      | Immeuble patrimonial cité                        | 2024      |       |
| Pont Romain-Caron                          | Saint-Jean-de-la-Lande     | Saint-Jean-de-la-Lande      | Route des Chalets         | 47° 23′ 43″ nord, 68° 43′ 13″ ouest | 105663 | 1940             | Immeuble patrimonial cité                        | 2006      |       |
| Entrepôt du magasin général L. P. Beaulieu | Témiscouata-sur-le-Lac     | Témiscouata-sur-le-Lac      | 2448, rue Commerciale Sud | 47° 36′ 45″ nord, 68° 47′ 31″ ouest | 161568 | 1930             | Immeuble patrimonial cité                        | 2009      |       |
| Fort Ingall                                | Témiscouata-sur-le-Lac     | Témiscouata-sur-le-Lac      | 81, rue Caldwell          | 47° 41′ 28″ nord, 68° 54′ 04″ ouest | 92977  | 1841             | Site patrimonial classé Site patrimonial reconnu | 2012 1975 |       |
| Gare de Cabano                             | Témiscouata-sur-le-Lac     | Témiscouata-sur-le-Lac      | 5, rue de la Gare         | 47° 41′ 05″ nord, 68° 53′ 18″ ouest | 93105  | 1889 (vers)      | Immeuble patrimonial cité                        | 1995      |       |